# Station Kaliska Kujawskie
Station Kaliska Kujawskie is een spoorwegstation in de Poolse plaats Kaliska.